# André Dhôtel
André Dhôtel (Attigny, 1900 - Parijs, 1991) was een Frans schrijver.

## Biografie
Dhôtel studeerde filosofie te Autun. Hij werkte enige tijd in Saint-Omer om vervolgens tussen 1924 en 1928 professor te zijn aan het Hoger Instituut voor Franse Studies te Athene. Daarna gaf hij les op verschillende en was ook schrijver ondertussen. Bijna geen werk van hem werd door uitgeverijen aangenomen. Pas in 1948 kreeg hij enige erkenning voor David waar hij de prijs Sainte-Beuve voor ontving. 

## Erkentelijkheden
- 1948 - prijs Sainte-Beuve
- 1955 - Femina-prijs voor Le Pays ou l'on n'arrive jamais
- 1974 - Grote prijs voor de Franse Letterkunde

- Bibsys: 90235705
- Biblioteca Nacional de España: XX1095217
- Bibliothèque nationale de France: cb119000585 (data)
- Catàleg d'autoritats de noms i títols de Catalunya: 981058515216206706
- CiNii: DA01607498
- Gemeinsame Normdatei: 118671774
- International Standard Name Identifier: 0000 0001 2147 2515
- Library of Congress Control Number: n50001694
- Bibliotheek van het Japanse parlement: 00437817
- Nationale Bibliotheek van Tsjechië: ola2002161472
- Nationale bibliotheek van Australië: 35035366
- Nationale Bibliotheek van Israël: 987007349659905171
- Nationale en Universitaire bibliotheek Zagreb: 000104263
- Nederlandse Thesaurus van Auteursnamen: 068354517
- Istituto Centrale per il Catalogo Unico: SBLV060053
- LIBRIS: 313469
- SNAC: w62s90v0
- Système universitaire de documentation: 027500683
- Trove: 807762
- Virtual International Authority File: 109123195
- WorldCat: E39PBJd3Jwyw8FTVh8CQXF384q